# Sitrick and Company
La Sitrick and Company è una società di pubbliche relazioni con sede a Los Angeles fondata da Mike Sitrick nel 1989. Ha successivamente aperto uffici a New York, Miami, San Francisco e nella Silicon Valley. La Sitrick and Company lavora con la Brinko Associates con il nome di Sitrick Brincko Group per offrire servizi di consulenza manageriale. Il gruppo annovera tra i suoi soci l'ex tenente generale dell'esercito degli Stati Uniti H. Steven Blum.

## Acquisto da parte di Resources Connection
Nell'ottobre 2009, la Sitrick and Company e la società in ristrutturazione Brincko Associates furono acquistate dall'impresa spin-off di Deloitte Resources Connection Inc. in una compravendita dal valore di quasi 43 milioni e mezzo di dollari. In quel periodo, la Sitrick and Company aveva 45 componenti (per la maggior parte ex giornalisti del Los Angeles Times, del The Wall Street Journal e di altri media), contro i 2700 della Resources. Le due società avevano un fatturato totale di 24 milioni di dollari nel 2008, secondo la Resources Connection. L'acquisto concentrò le due società in una nuova sussidiaria, la Sitrick Brincko Group. Mike Sitrick rimase alla direzione della sussidiaria dopo che l'acquisto fu completato.
Nel 2010, due ex impiegati fecero causa in una corte federale riguardo all'acquisizione da parte di Sitrick delle azioni dell'Employee Share Ownership Plan nel 2008, poco prima dell'accordo con la Resources Connection; secondo la causa Sitrick pagò un prezzo irragionevolmente basso per il pacchetto azinario dell'ESOP, causando tagli del personale. Sitrick rispose con dei documenti che un amministratore fiduciario indipendente, con i propri financial advisor e avvocati, aveva negoziato il prezzo, non lui. Il caso terminò poco dopo con un accordo fornito dalle agenzie assicurative.

## Clientela
La Sitrick and Company è conosciuta per aver gestito casi e persone famose, e si stima abbia avuto circa 1000 clienti. Il suo lavoro ha fatto ottenere a Sitrick il titolo di "re delle pubbliche relazioni durante una crisi".
David Duchovny assunse la società per rappresentarlo di fronte ai media durante la sua battaglia legale contro la 20th Century Fox riguardo alla rottura del contratto del suo lavoro su uno show televisivo di The X-Files; la Sitrick and Company ottenne un servizio speciale su Forbes sul monopolio verticale della Fox, che mise pressione sulla Fox per ottenere un accordo con Duchovny.
L'Arcidiocesi di Los Angeles assunse la firm nel 2002 durante lo scandalo di abusi sessuali che l'aveva coinvolta.
La Hewlett-Packard e la sua presidentessa uscente Patricia C. Dunn assunsero la società per gestire i rapporti con la stampa riguardanti una crisi interna alla società del 2006. Paris Hilton utilizzò i loro servizi dopo un breve periodo trascorso in prigione. Steven Page del gruppo musicale Barenaked Ladies assunse la Sitrick and Company nel 2008 dopo il suo arresto per possesso di droga.
Il CEO di Medicis Pharmaceutical Jonah Shacknai assunse la società nel 2011 dopo la morte di Rebecca Zahau.
Il condannato per aggressioni sessuali Jeffrey Epstein assunse la società nel 2011 dopo la cattiva pubblicità che ricevette dalla stampa per aver riallacciato i rapporti con Prince Andrew. Al dicembre 2014, la Sitrick and Company dichiara che Epstein non ha ancora pagato la parcella di 103,500 dollari.
Sitrick ha consigliato "Roy Disney e Stanley Gold quando programmarono la campagna di rimozione di Michael Eisner come presidente della Walt Disney nel 2003. La campagna portò il 43% degli azionisti della Walt Disney a togliergli il supporto. Eisner successivamente si fece da parte di sua spontanea volontà."
Nel gennaio 2013 il CEO di Papa John, John Schnatter, si rivolse alla Sitrick perché chiedesse ai giornalisti di cancellare i commenti che aveva fatto sull'Obamacare affermando che avrebbe aumentato il costo della pizza dell'11%."
Nel giugno 2014, la Sitrick and Company iniziò a rappresentare il fuggitivo sudcoreano Yoo Byung-eun. Dopo un fallito tentativo da parte della società di pubbliche relazioni di Yoo, l'Ahae Press, di far smentire una serie di affermazioni a proposito di Yoo nell'articolo di John Powe "The Cults of South Korea", del 17 giugno 2014 nel The Diplomat, la Sitrick and Company portavoce di Yoo il 19 giugno chiese che delle parti dell'articolo fossero rimosse.